# Martin Wesley-Smith

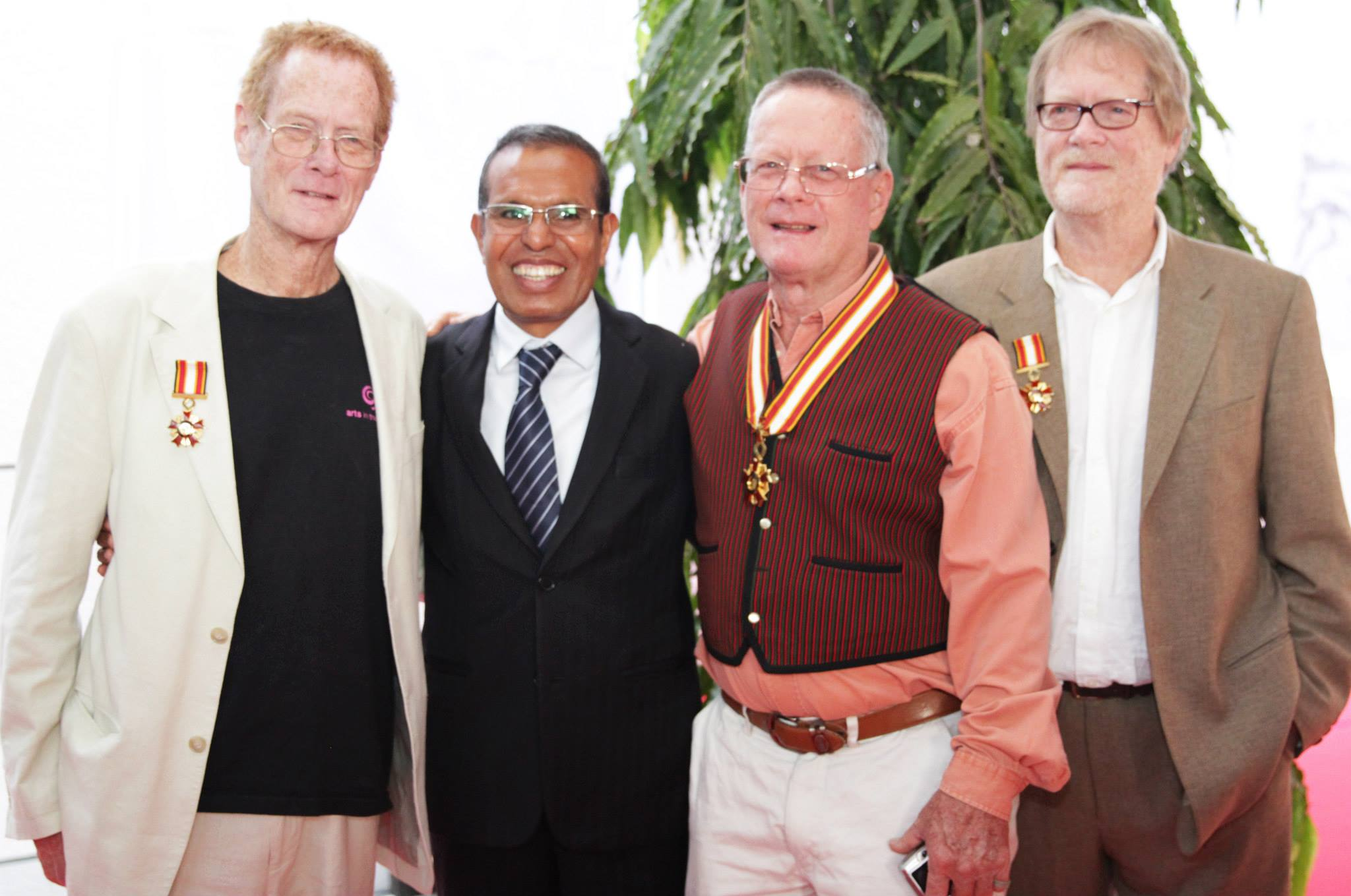
Von links: Martin Wesley-Smith, Osttimors Präsident Taur Matan Ruak, Robert Wesley-Smith und Peter Wesley-Smith (2014)

Martin Wesley-Smith (* 10. Juni 1945 in Adelaide, Australien; † 26. September 2019 in Kangaroo Valley, New South Wales, Australien) war ein australischer Komponist.

## Werdegang und Wirken
Wesley-Smith studierte an der University of Adelaide und der englischen University of York, bevor er begann, Komposition und elektronische Musik am Sydney Conservatorium of Music zu unterrichten. Durch das Studium entging er dem Militärdienst im Vietnamkrieg. Er gründete und leitete dort das Electronic Music Studio. Vom Australian Music Center wird er als „Pionier der audiovisuellen Komposition“ bezeichnet.
Seine Werke umfassen verschiedene Musikstile, von Klassik bis elektronischer Musik. Ein Großteil seiner audiovisuellen und Musikstücke greifen Themen auf, die die moderne Gesellschaft bewegen. Wesley-Smith schuf ebenso Kinderlieder (zum Beispiel I'm Walking in the City), als auch Lieder für Chöre und Musikstücke zu Umweltschutzthemen. Seine beiden Hauptthemen waren zum einen das Leben, die Arbeit und die Ideen von Lewis Carroll (zum Beispiel Snark-Hunting, Boojum!, Snark-Hunting), zum anderen den Konflikt in Osttimor, während der indonesischen Besetzung zwischen 1975 und 1999 (zum Beispiel Kdadalak, zu deutsch „Für die Kinder Timors“ A Luta Continua, Welcome to the Hotel Turismo). Im Chorstück „Wer tötete Cock Robin?“ von 1979 fragt Wesley-Smith, ob ein Spatz durch Pfeil und Bogen getötet wurde oder nicht doch durch Pestizide. „Weapons of Mass Distortion“ von 2003 kritisiert Propaganda, Doppeldeutigkeit und Lügen, hier insbesondere die falschen Vorwürfe, die 2003 zum Irakkrieg führten. Ton und Bild in „Papua Merdeka“ (deutsch Unabhängigkeit Papuas) von 2005 stellten das Leid der Menschen in Westpapua dar. Seltener sind Musikstücke, in denen Wesley-Smith keine Themen widmete, wie bei „For Marimba & Tape“ (1982). Von diesem gibt es dafür mehrere Fassungen.
Von 1976 bis 1998 bestand das von Wesley-Smith gegründete Kollektiv watt, das mit elektronischer Musik und audiovisuellen Vorführungen regelmäßig in Sydney auftrat. Außerdem war Wesley-Smith der musikalische Leiter der Gruppe TREE. Bei Aufführungen seiner audiovisuellen Stücke arbeitete Wesley-Smith oft mit Ros Dunlop (Klarinette) und Julia Ryder (Cello) zusammen. Bei vielen Liedern und Chorwerken stammt der Text von Wesley-Smiths Zwillingsbruder Peter. Im „Dokumentarfilm-Musikdrama“ Quito fassten die beiden Brüder die Themen Schizophrenie und Osttimor zusammen. Die Song Company führte das Stück in Amsterdam, ’s-Hertogenbosch, Kopenhagen, Gent, Groningen, Hongkong, Kuala Lumpur, Cascais, Sydney und Kangaroo Valley auf.
Im Juli 2000 verließ Wesley-Smith das Konservatorium und zog nach Kangaroo Valley in New South Wales. Er wollte sein geringes Einkommen aus den Kompositionen mit dem Anbau von Gemüse und der Entenzucht aufbessern, was an mangelnden Talent scheiterte.
Wesley-Smith dirigierte sang mit bei der siebenköpfigen A-cappella-Gruppe Thirsty Night Singers aus Kangaroo Valley. 2010 wurde sein Musiktheaterstück Boojum! wurde von Chicago Opera Vanguard produziert.
Wesley-Smith starb friedlich in seinem Haus in Kangaroo Valley.

## Familie
Martin hatte mit Peter einen Zwillingsbruder, der sich, ebenso wie der ältere Bruder Robert, für Osttimor einsetzte. Jeremy war der vierte Bruder. Der Vater Harry war akademischer Archivar an der University of Adelaide und die Mutter Sheila moderierte das ABC-Radioprogramm „Kindergarten of the Air“.
Martin heiratete die Fernsehenmitarbeiterin Ann North, Mit-Schöpferin des Kinderprogramms „Here’s Humphrey!“. Zusammen bekamen sie die drei Kinder Jed, Olivia und Alice.

## Auszeichnungen
1987 erhielt Wesley-Smith als Komponist die Don Banks Music Award des Australia Council. 1997 wurde das Werk Quito der Brüder Martin und Peter Wesley-Smith mit dem Paul Lowin Composition Award ausgezeichnet. 1998 wurde Martin zum Member des Order of Australia ernannt für seine „Verdienste um die Musik als Komponist, Drehbuchautor, Liedermacher für Kinder, Dozent, Moderator von Multimediakonzerten und Mitglied verschiedener australischer Räte und Komitees“. Im selben Jahr gewann er die Classical Music Awards – Long-Term Contribution to the Advancement of Australian Music.
2014 erhielt Wesley-Smith von Osttimors Präsident Taur Matan Ruak die Insígnia des Ordem de Timor-Leste. Auch seine Brüder, der ältere Robert und Martins Zwillingsbruder Peter, die sich ebenfalls für Osttimor engagierten, wurden ausgezeichnet.